# André Cayatte
André Cayatte (Carcassonne, 3 februari 1909 - Parijs, 6 februari 1989) was een Franse filmregisseur en scenarioschrijver. Hij regisseerde 30 speelfilms tussen 1942 en 1978 waarvan de meeste drama's zijn. Hij is vooral bekend door zijn militante gerechtsdrama's.

## Leven en werk

### Opleiding en debuut als scenarioschrijver
André Cayatte studeerde rechten en werkte enige tijd als advocaat, eerst in Toulouse, daarna in Parijs. Al gauw trok het schrijverschap hem aan. Hij vond een job als journalist en schreef ook enkele romans. Hij zette zijn eerste stappen in de filmwereld door mee te schrijven aan het scenario van  Entrée des artistes (Marc Allégret, 1938), Montmartre-sur-Seine (Georges Lacombe, 1941, een van de eerste films van Édith Piaf) en Remorques (Jean Grémillon, 1941).

### Jaren veertig: debuut als filmregisseur met literatuurverfilmingen
Als filmregisseur debuteerde hij met enkele literatuurverfilmingen : La fausse maîtresse (1942, naar de gelijknamige roman van Honoré de Balzac), Au Bonheur des Dames (1943, naar de gelijknamige roman van Émile Zola) en Pierre et Jean (1943, naar de gelijknamige roman van Guy de Maupassant). In 1949 maakte hij naar een scenario van Jacques Prévert Les Amants de Vérone, een eigentijdse versie van het liefdesdrama van Shakespeare.

### Gerechtsdrama's
In 1950 draaide hij Justice est faite, zijn eerste gerechtsdrama, waarin hij aantoonde dat het rechtssysteem niet onfeilbaar was.   Nous sommes tous des assassins (1952), zijn volgende film, was een fel pleidooi tegen de doodstraf. Ook in Avant le déluge (1954) en in Le Dossier noir (1955) liet hij het falende rechtssysteem zien. Voor deze gerechtsdrama's schreef hij het scenario in samenwerking met Charles Spaak. Het gezinsdrama Le Miroir à deux faces (1958) bracht de gevolgen van plastische chirurgie op een koppel in beeld.
Later bracht Cayatte nog enkele gerechtsdrama's uit : in Les Risques du métier (1967) liet hij Jacques Brel als acteur debuteren in de rol van een van pedofilie beschuldigde onderwijzer. In Verdict (1974) verdedigde Sophia Loren haar van moord beschuldigde zoon tot het uiterste tegen rechter Jean Gabin.
In de jaren zestig verfilmde hij ook de thriller Piège pour Cendrillon (1965, naar de gelijknamige roman van Sébastien Japrisot) en de hippie- en drugsfilm Les Chemins de Katmandou (1969, muziek van Serge Gainsbourg), twee buitenbeentjes in zijn oeuvre.

### Jaren zeventig: successen met Annie Girardot
In de jaren zeventig draaide hij vier films met Annie Girardot die toen op het toppunt van haar kunnen was. Vooral het liefdesdrama Mourir d'aimer (1971), dat de gedoemde liefde tussen een lerares en een van haar leerlingen als thema had, was bijzonder succesvol.
André Cayatte overleed in 1989 ten gevolge van een beroerte. Hij was net 80 jaar geworden.

## Filmografie (lange speelfilms)
- 1942 - La fausse maîtresse
- 1943 - Au Bonheur des Dames
- 1943 - Pierre et Jean
- 1946 - Le Dernier Sou
- 1946 - Sérénade aux nuages
- 1946 - Roger la Honte
- 1946 - La Revanche de Roger la Honte
- 1947 - Le Chanteur inconnu
- 1948 - Le Dessous des cartes
- 1949 - Les Amants de Vérone
- 1949 - Retour à la vie
- 1950 - Justice est faite
- 1952 - Nous sommes tous des assassins
- 1954 - Avant le déluge
- 1955 - Le Dossier noir
- 1957 - Œil pour œil
- 1958 - Le Miroir à deux faces
- 1960 - Le Passage du Rhin
- 1964 - Jean-Marc ou la Vie conjugale (eerste luik van  La Vie conjugale)
- 1964 - Françoise ou la Vie conjugale (tweede luik van La Vie conjugale)
- 1963 - Le Glaive et la Balance
- 1965 - Piège pour Cendrillon
- 1967 - Les Risques du métier
- 1969 - Les Chemins de Katmandou
- 1971 - Mourir d'aimer
- 1973 - Il n'y a pas de fumée sans feu
- 1974 - Verdict
- 1977 - À chacun son enfer
- 1978 - La Raison d'État
- 1978 - L'Amour en question

## Prijzen
- 1950 - Justice est faite : Gouden Leeuw op het Filmfestival van Venetië
- 1951 - Justice est faite : Gouden Beer op het Internationaal filmfestival van Berlijn
- 1952 - Nous sommes tous des assassins : Prijs van de jury op het Filmfestival van Cannes
- 1954 - Avant le déluge : Internationale prijs op het Filmfestival van Cannes
- 1960 - Le Passage du Rhin : Gouden Leeuw op het Filmfestival van Venetië
- 1973 - Il n'y a pas de fumée sans feu : Zilveren Beer op het Internationaal filmfestival van Berlijn

- Biblioteca Nacional de España: XX1165081
- Bibliothèque nationale de France: cb118956410 (data)
- CiNii: DA13946300
- Gemeinsame Normdatei: 1015696465
- International Standard Name Identifier: 0000 0001 0915 0900
- Library of Congress Control Number: n82102988
- Nationale Bibliotheek van Tsjechië: xx0003737
- Nationale Bibliotheek van Israël: 987007461478705171
- Nederlandse Thesaurus van Auteursnamen: 073367605
- Réseau des bibliothèques de Suisse occidentale: 02-A003085649
- Système universitaire de documentation: 026773287
- Virtual International Authority File: 73851103
- WorldCat: E39PBJkhHDG7QVwQKjwBQpFVG3